# Erhart Schlitzor
Erhart Schlitzor, également orthographié dans les archives "Slitzor" ou "Slytzore", est un graveur strasbourgeois. Il est actif dans cette ville à partir de 1515 environ et y meurt vers 1530.
Dans les années 1850, Georg Kaspar Nagler le rapproche au monogramme ES, présent dans des illustrations de livres imprimés à Strasbourg entre 1514 et 1519. On lui attribue une soixantaine de gravures d'illustration.
Les caractéristiques de son style sont : 
- simplicité et dépouillement des compositions
- disposition en frise des figures
- fond de paysage à peine esquissé, avec la composition souvent fermée sur la gauche de l'image
- importance de l'emploi des hachures horizontales
- grande place laissée à la réserve du papier[1]

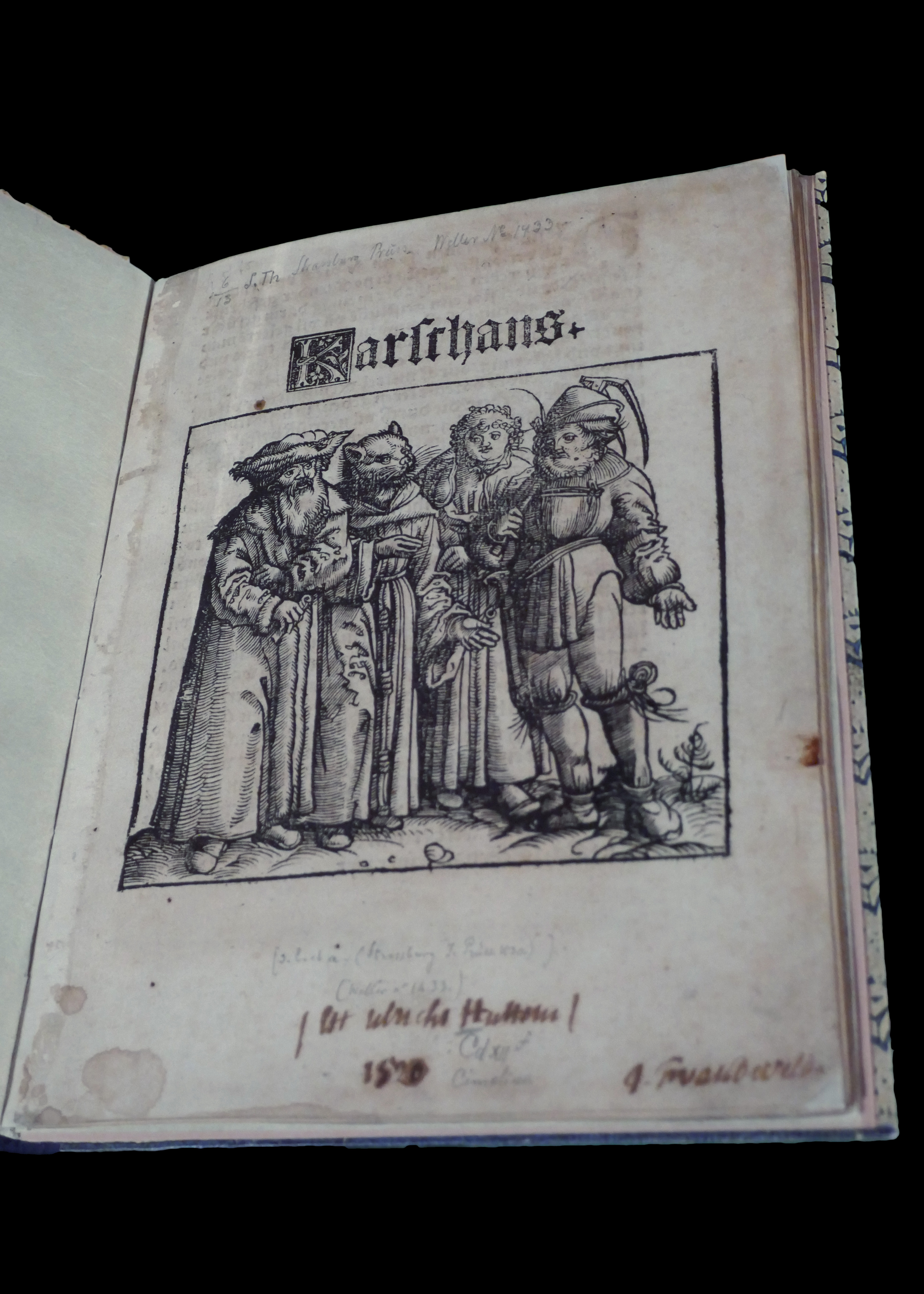
Dialogue de Karsthans avec le chat Murner (1521).

Le catalogue de son œuvre gravé a été établi en dernier lieu par Alice Klein.